# واتانابه یوسوکه
واتانابه یوسوکه (به ژاپنی: 渡辺世祐) (تولد ۱۸۷۴–مرگ ۲۸ آوریل ۱۹۵۷) یکی از محققان تاریخ ژاپن و یکی از استادان مشهور دانشگاه میجی دانشگاه کوکوگاکواین است. از کارهای مشهور وی بازنگری در مورد عملکرد ایشیدا میتسوناری و اعاده حیثت از وی است.